# Wodnicha oliwkowobrązowa

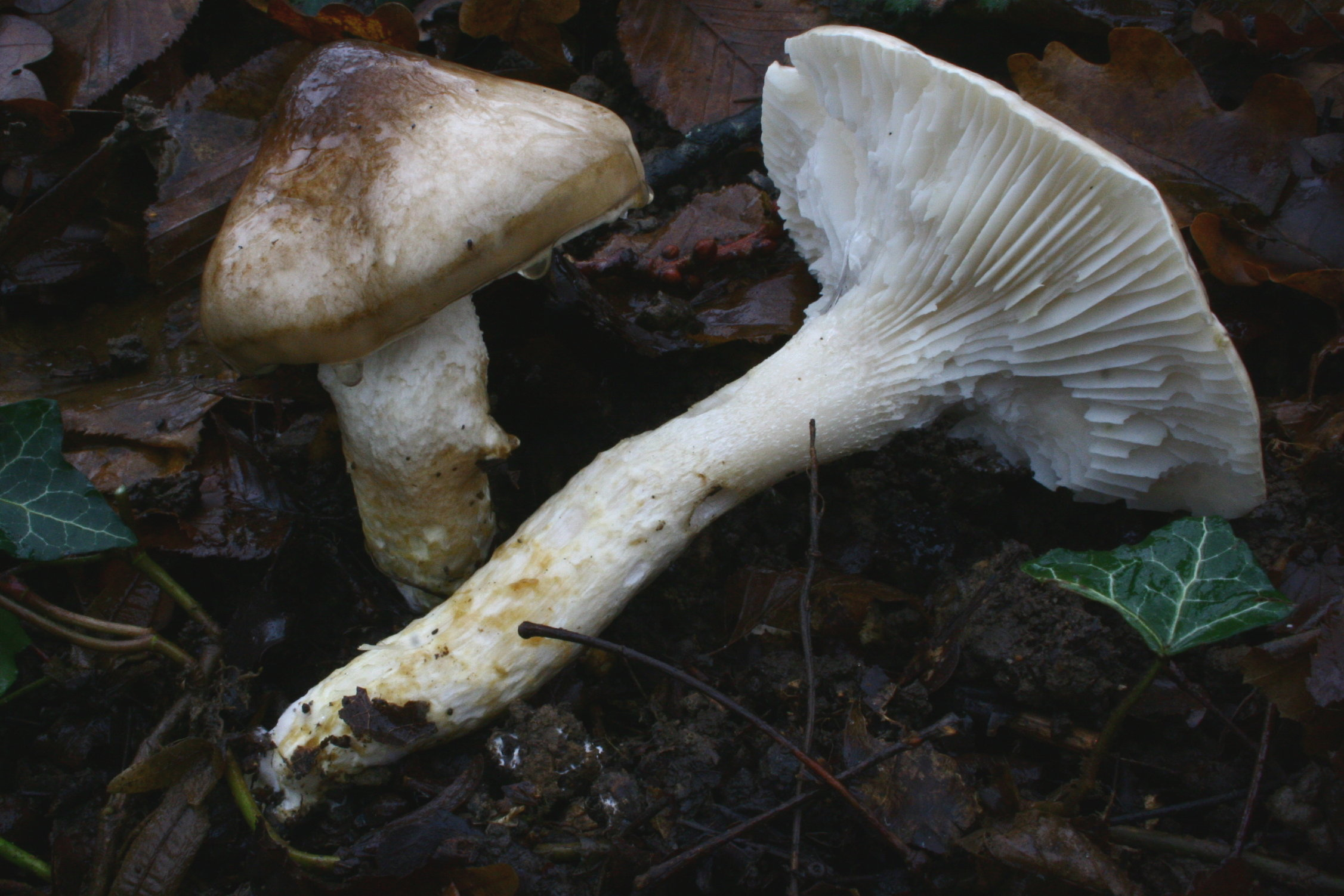

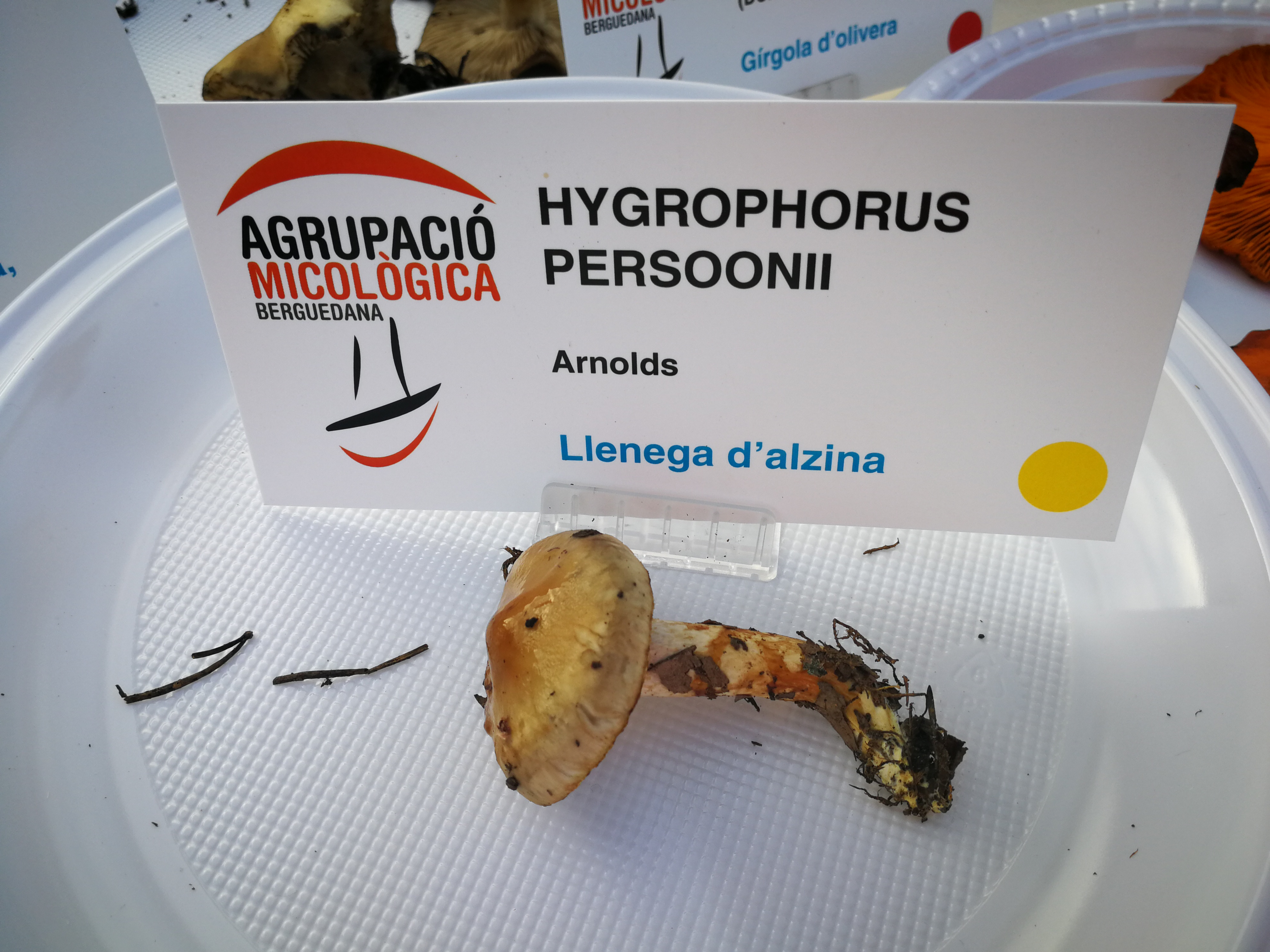

Wodnicha oliwkowobrązowa, wodnicha Persoona (Hygrophorus persoonii Arnolds) – gatunek grzybów z rodziny wodnichowatych (Hygrophoraceae).

## Systematyka i nazewnictwo
Pozycja w klasyfikacji według Index Fungorum: Hygrophorus, Hygrophoraceae, Agaricales, Agaricomycetidae, Agaricomycetes, Agaricomycotina, Basidiomycota, Fungi.
Synonimy:
- Agaricus limacinus Schaeff. 1774
- Hygrophorus dichrous var. fuscovinosus Bon 1975
- Hygrophorus persoonii var. fuscovinosus (Bon) Bon 1981

Nazwę polską zaproponował w 2003 r. Władysław Wojewoda. Barbara Gumińska opisywała ten gatunek pod nazwą wodnicha Persoona.

## Morfologia
Kapelusz
Średnica 4–10 cm, za młodu wypukły, w stanie dojrzałym szeroko rozpostarty z nieco wypukłym środkiem. Brzeg dość długo podwinięty, u młodych okazów biało oszroniony. Powierzchnia gładka, ciemnobrązowa, czasem z szarym lub oliwkowym odcieniem. Jest śluzowata, ale podczas suchej pogody u starszych okazów wysycha.
Blaszki
Szeroko przyrośnięte, lub nieco zbiegające, dość grube, rzadkie, z blaszeczkami. Ostrza równe.
Trzon
Wysokość 5–8 cm, grubość 1,5–3 cm, czasami ze zwężającą się podstawą, walcowaty, pełny, ze śluzowatym pierścieniem. Powyżej pierścienia powierzchnia jest sucha, biała, pokryta kropelkami płynu, czasem zastygającego w drobne białe brodawki. Poniżej pierścienia powierzchnia biała, pokryta drobnymi, szarobrunatnymi łuseczkami.
Miąższ
Gruby, zwarty, biały, nie zmieniający barwy po uszkodzeniu. Smak łagodny, zapach słodkawy, czasami niewyraźny.
Cechy mikroskopowe
Zarodniki 9–12 (13,5) × 6,5–7,5 (8) μm, jajowate, gładkie. Podstawki maczugowate, 60–75 × 8–11 μm. Strzępki skórki o średnicy 3–4,5 μm.

## Występowanie i siedlisko
Wodnicha oliwkowobrązowa w Europie jest szeroko rozprzestrzeniona. Podano jej występowanie także w Japonii. W piśmiennictwie naukowym na terenie Polski do 2003 r. notowana tylko na jednym stanowisku (Częstochowa, 1996). Jej rozprzestrzenienie i stopień zagrożenia nie są znane. Wymieniona jest na liście gatunków zagrożonych w Niemczech, Norwegii i Finlandii. W Polsce podlega częściowej ochronie gatunkowej.
Siedlisko: lasy iglaste, głównie sosnowe, często wśród mchów, zwłaszcza na wapiennym podłożu. Owocniki od sierpnia do listopada. Według innych źródeł rośnie głównie w pobliżu dębów, a w krajach nordyckich również  buków.

## Znaczenie
Grzyb mikoryzowy. Jest jadalny, ale rzadko zbierany, ze względu na śluzowatość. W Polsce z powodu rzadkości występowania nie ma znaczenia praktycznego, ponadto podlega ochronie prawnej.

## Gatunki podobne
W rodzinie wodnichowatych aby dokonać pewnej identyfikacji gatunku, często konieczne jest przeprowadzenie reakcji chemicznych. Podobne i trudne do odróżnienia są m.in. następujące gatunki wodnich:
- U wodnichy oliwkowobrązowej kapelusz w reakcji z amoniakiem barwi się na zielono[5].
- Wodnicha oliwkowobiała (Hygrophorus olivaceoalbus) jest mniejsza, ma cienki miąższ kapelusza, nie ma ani zapachu, ani smaku, jej blaszki przy trzonie są nieco anastomozujące. Rośnie wśród mchu i igliwia pod sosną pospolitą. W reakcji z NaOH trzon barwi się na pomarańczowo-czerwono[5].
- Wodnicha brunatnobiała (Hygrophorus latitabundus) jest wyraźnie większa, ma jaśniejsze barwy, jest bardzo śluzowata, ma miąższ bezbarwny, bezwonny, gruby, jędrny i bez smaku. Rośnie wyłącznie pod sosną czarna i sosną pinią. Trzon w reakcji z KOH zmienia barwę na cytrynowożółtą, potem żółto-pomarańczową, a w końcu na brązowoczekoladową. W reakcji z NaOH trzon barwi się na ochrowożółto[5].